# Espira (geometria)
Espira (do grego speira pelo latim spira), em geometria, é cada uma das voltas completas (360 graus) de uma espiral ou hélice, bem como o arco espiral, ou hélice, compreendido entre dois pontos consecutivos nos quais intercepta a geratriz do cilindro ao qual está circunscrita.

## bibliografia
- «Espira». Aulete. 2019